# Daniel Pink
Pour les articles homonymes, voir Pink.

## Publications

### Livres
- 2001 : (en) Free Agent Nation: The Future of Working for Yourself,  (ISBN 978-0-446-67879-7).
- 2006 : (en) A Whole New Mind: Why Right-Brainers Will Rule the Future,  (ISBN 978-1-59448-171-0).
- 2008 : (en) The Adventures of Johnny Bunko: The Last Career Guide You'll Ever Need,  (ISBN 978-1-59448-291-5).
  - (fr) Les aventures de Johnny Bunko : le seul guide de carrière dont vous avez besoin, éditions Pocket  (ISBN 9782266227636).
- 2009 : (en) Drive: The Surprising Truth About What Motivates Us (en),  (ISBN 978-1-59448-884-9).
  - (fr) La vérité sur ce qui nous motive, éditions Flammarion, collection « Clés des champs »  (ISBN 9782081379527).
- 2012 : (en) To Sell Is Human: The Surprising Truth About Moving Others,  (ISBN 978-1-59448-715-6).
  - (fr) Convainquez qui vous voudrez : l'étonnante vérité sur notre capacité d'influence, éditions Flammarion, collection « Clés des champs »  (ISBN 9782081390508).
- 2018 : (en) When : the scientific secrets of perfect timing,  (ISBN 978-0-735-21062-2)
  - (fr) Le bon moment : la science du parfait timing, éditions Flammarion, collection « Clés des champs »  (ISBN 978-2-0814-5197-1).

### Articles
- (en) Japan, Ink: Inside the Manga-Industrial Complex (Wired, novembre 2007)
- (en) What Kind of Genius Are You? (Wired, juillet 2006)
- (en) Pomp and Circumspect (New York Times, 4 juin 2005)
- (en) The Book Stops Here (Wired, mai 2005)